# Ohlertidion
Ohlertidion là một chi nhện trong họ Theridiidae.